# Lavoslav Dolinšek
Lavoslav Dolinšek (rojen Leopold Dolinšek), slovenski bančnik, * 5. november 1898, Ljubljana, † 15. avgust 1966, Ljubljana.

## Življenjepis
Dolinšek je leta 1917 v Trstu končal visoko trgovsko šolo. Po 1. svetovni vojni je bil najprej železniški, nato pa bančni uslužbenec. Sodeloval je v NOB in bil 1944 imenovan za na čelo novoustanovljenega  Denarnega zavoda Slovenije na osvobojenem ozemlju v Črnomlju, 1945 pa za prvega viceguvenerja Narodne banke Jugoslavije in na tem mestu ostal do 1954, ko je postal generalni direktor Centralne Narodne banke FLRJ za Slovenijo v Ljubljani.